# 한국육영학교
한국육영학교(韓國育英學校)는 서울특별시 송파구 장지동에 소재하는 사립 특수학교이다. 정서장애 학생을 위한 교육환경을 만들기 위해 유치원, 초등학교, 중학교, 고등학교, 전공과 과정이 통합된 형태의 학교이다.

## 연혁
- 1993년 : 개교
- 2023년: 개교 30주년